# Долгозеро (озеро, Бабаевский район)
Долгозеро — пресноводное озеро на территории Пяжозерского сельского поселения Бабаевского района Вологодской области.

## Общие сведения
Площадь озера — 0,6 км², площадь водосборного бассейна — 4,8 км². Располагается на высоте 237,6 метров над уровнем моря.
Форма озера продолговатая: оно более чем на два километра вытянуто с юго-запада на северо-восток. Берега каменисто-песчаные, местами заболоченные.
Из северо-восточной оконечности Долгозера вытекает Долгручей, впадающий в Чаймозеро, из которого берёт начало река Оять, левый приток Свири.
Населённые пункты и автодороги вблизи водоёма отсутствуют.
Код объекта в государственном водном реестре — 01040100811102000015449.